# Expedição 54
Expedição 54 foi a 54ª expedição à Estação Espacial Internacional, realizada entre 14 de dezembro de 2017 e 27 de fevereiro de 2018. Ela contou com seis integrantes, três norte-americanos, dois russos e um japonês. Iniciou-se com a desacoplagem da Soyuz MS-05, deixando três astronautas a bordo, e foi completada com a chegada de mais três integrantes na Soyuz MS-07 dois dias depois. Encerrou-se com a partida da Soyuz MS-06. 

## Tripulação
| Posição             | Primeira parte (Dezembro de 2017) | Segunda parte (Dezembro de 2017 até fevereiro de 2018) |
| ------------------- | --------------------------------- | ------------------------------------------------------ |
| Comandante          | Aleksandr Misurkin                | Aleksandr Misurkin                                     |
| Engenheiro de voo 1 | Mark Vande Hei                    | Mark Vande Hei                                         |
| Engenheiro de voo 2 | Joseph Acaba                      | Joseph Acaba                                           |
| Engenheiro de voo 3 |                                   | Anton Shkaplerov                                       |
| Engenheiro de voo 4 |                                   | Scott Tingle                                           |
| Engenheiro de voo 5 |                                   | Norishige Kanai                                        |

## Insígnia
Orbitando a Terra continuamente desde 1998, a Estação Espacial Internacional é um dos nossos grandes feitos de engenharia. Ela é desenhada em ouro, símbolo de constância e excelência. Seu voo em direção ao nascer do sol representa suas contribuições para um futuro brilhante. As cores da alvorada são vermelho, azul e branco, as cores combinadas das bandeiras nacionais dos Estados Unidos, da Rússia e do Japão, a nacionalidade de seus integrantes e sua coesão. Seus nomes são escritos em azul, representando a lealdade e a devoção. A borda dourada  representa a constante presença humana no espaço a bordo do laboratório espacial. Seu formato em forma de cápsula remete às novas espaçonaves russas e americanas que proporcionarão avanços na exploração humana. O número da missão, 54, no fundo negro, indica um caminho eventualmente levando a Marte e as estrelas os valores da liderança, confiança, trabalho em equipe e excelência vividos pelas equipes de controle de missão através da história dos programas espaciais tripulados, assim como a vigilância global destas equipes durante as operações na estação.

## Missão
Entre as centenas de experiências científicas realizadas durante a missão, a tripulação fez um grande estudo sobre bactérias, manufaturamento de fibras óticas na microgravidade, medição do total de luz solar que a Terra recebe, colecionaram dados sobre a quantidade de detritos na órbita terrestre baixa e fizeram investigações sobre materiais  autorreplicantes. Os astronautas realizaram três caminhadas espaciais para manutenção e troca de equipamentos; entre outras atividades nas mais de 21 horas acumuladas fora da estação, o braço robótico Canadarm2 foi lubrificado, uma caixa de eletrônicos para uma antena de alto ganho no módulo Zvezda foi removida e substituída e suportes e soquetes diversos foram reajustados. A expedição recebeu  a visita de duas nave não-tripuladas trazendo mantimentos e eletrônica, a SpaceX Dragon CRS-13 e a Progress MS-08  ISS 69P.

## Galeria

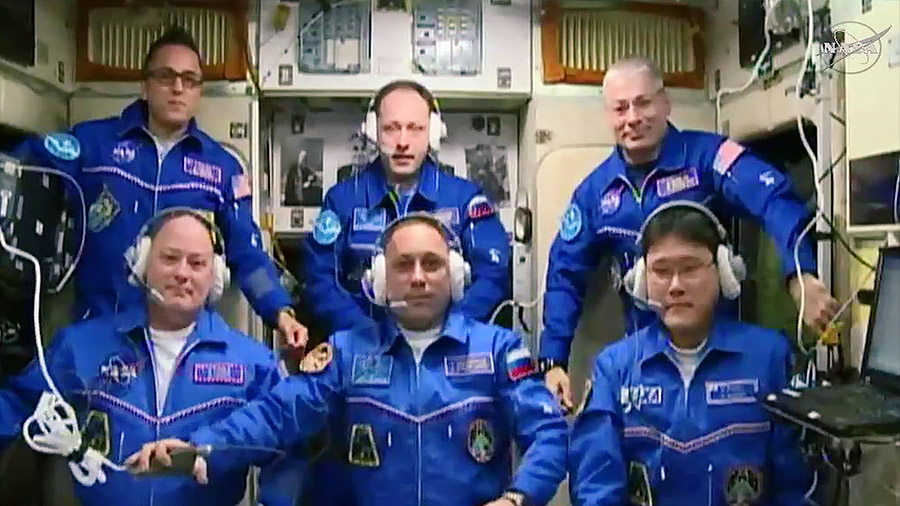
Cerimônia de boas-vindas da tripulação completa.
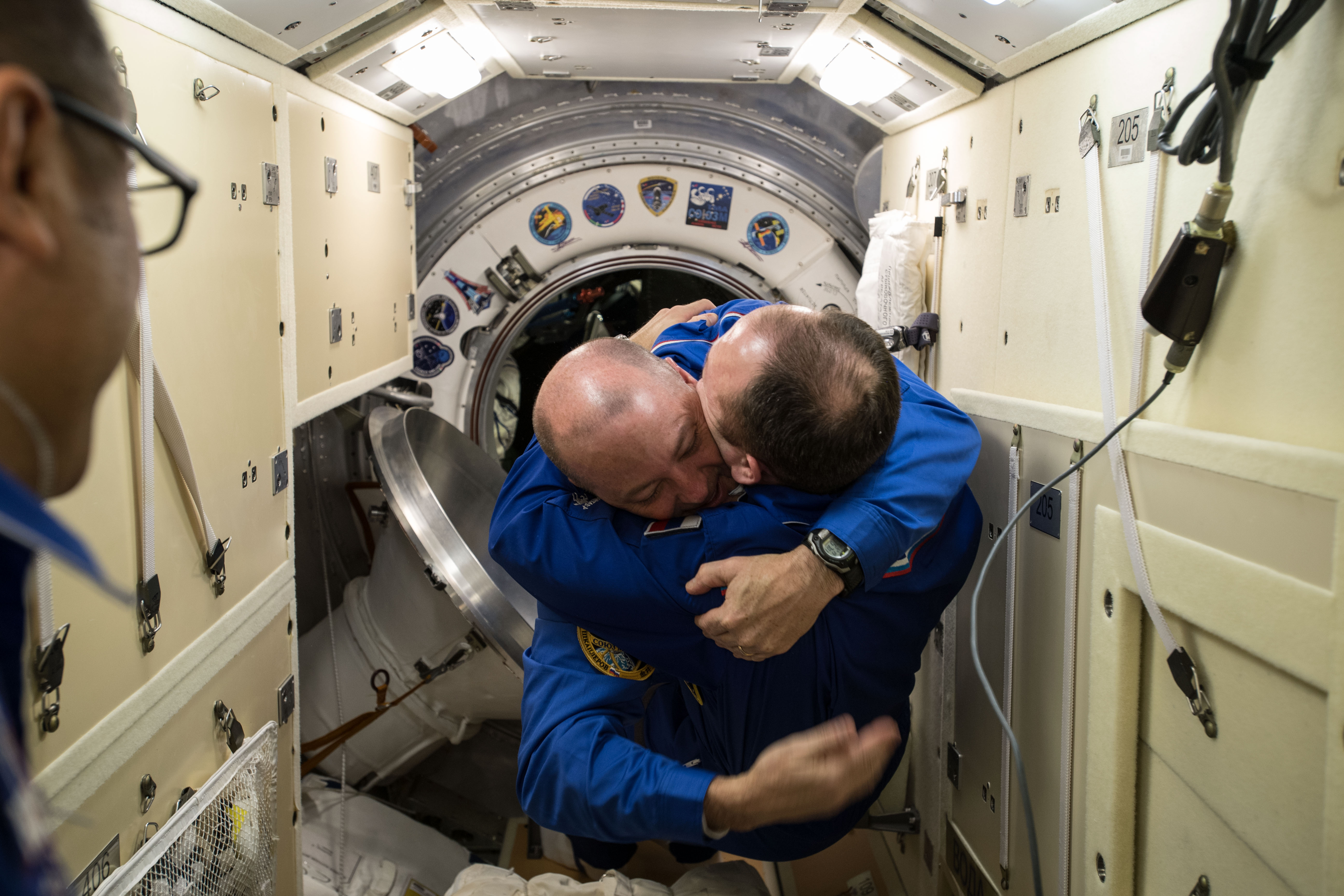
Astronautas se abraçam na chegada dos novos tripulantes.
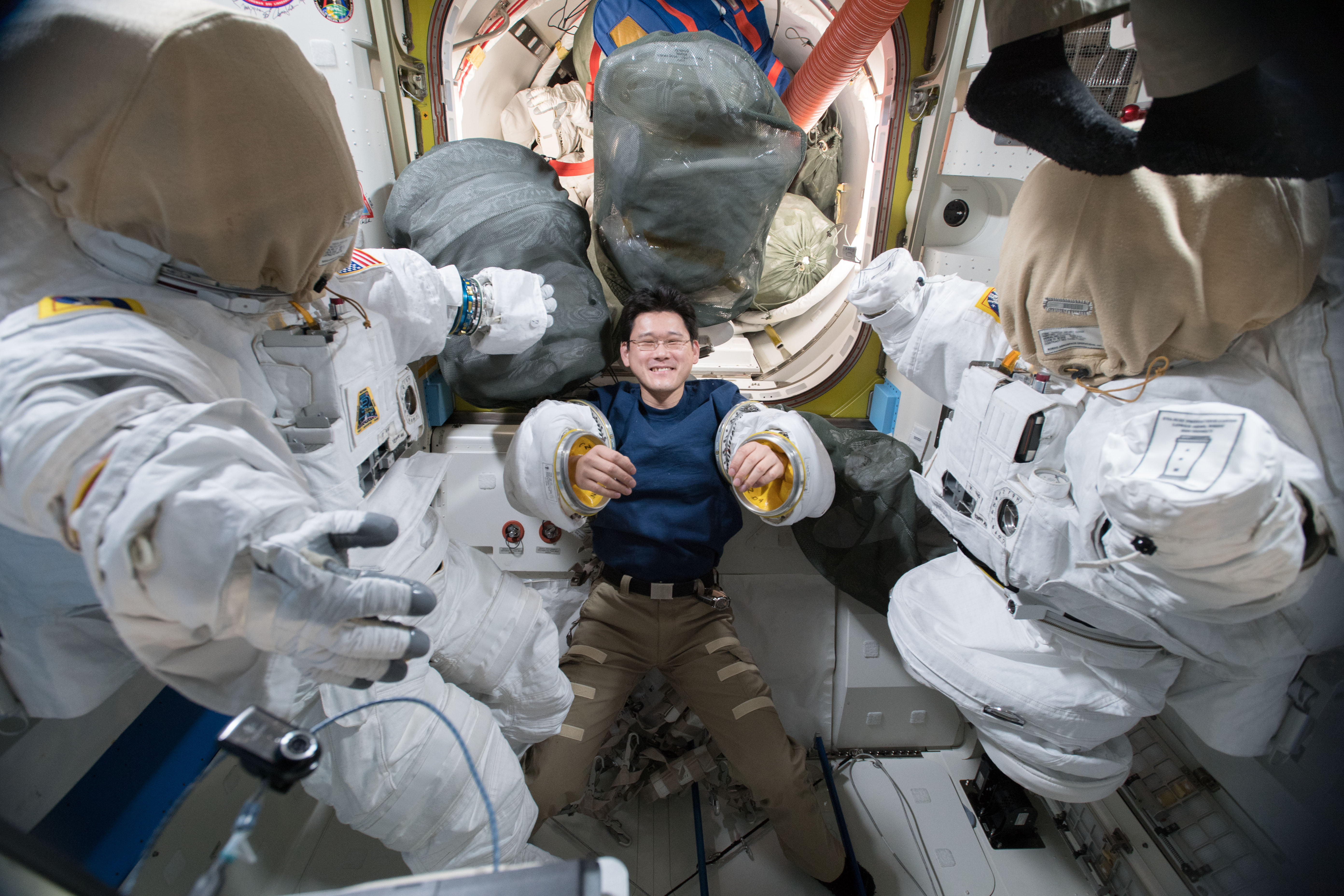
Kanai testa as luvas dos trajes espaciais no módulo Quest.
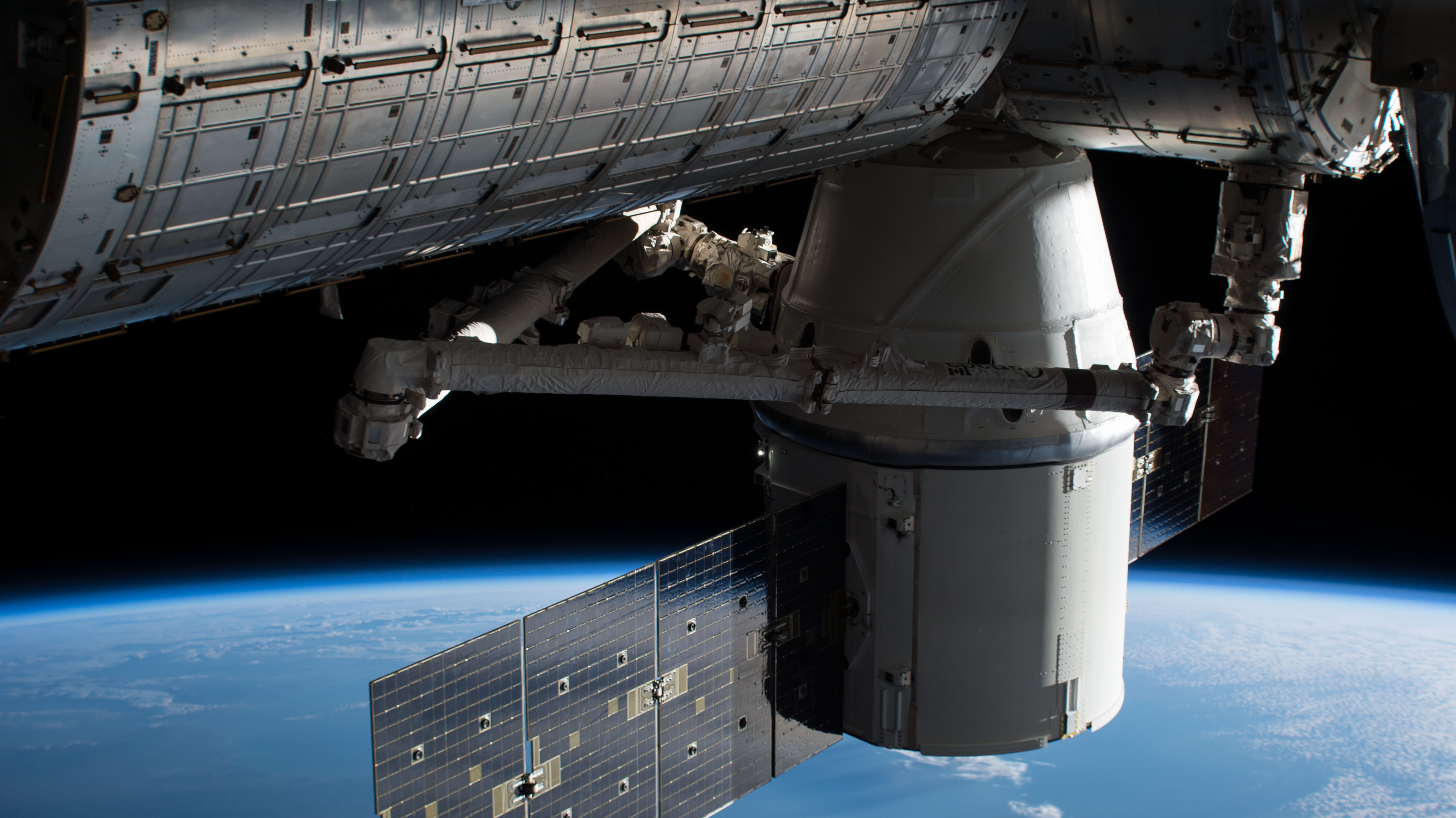
O Dragon da SpaceX acoplado durante a Expedição.
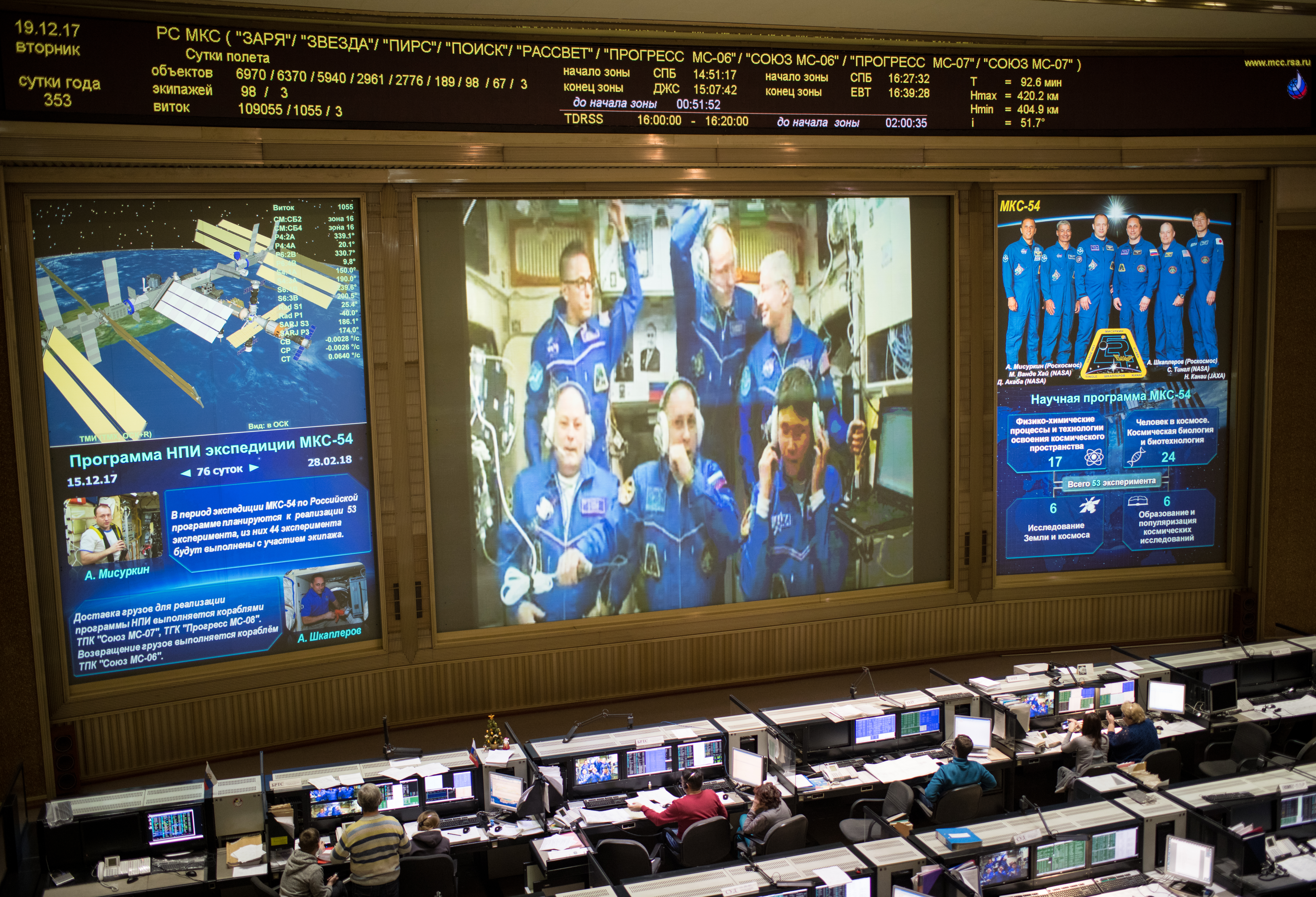
Tripulação conversa com o Centro de Controle em Moscou.
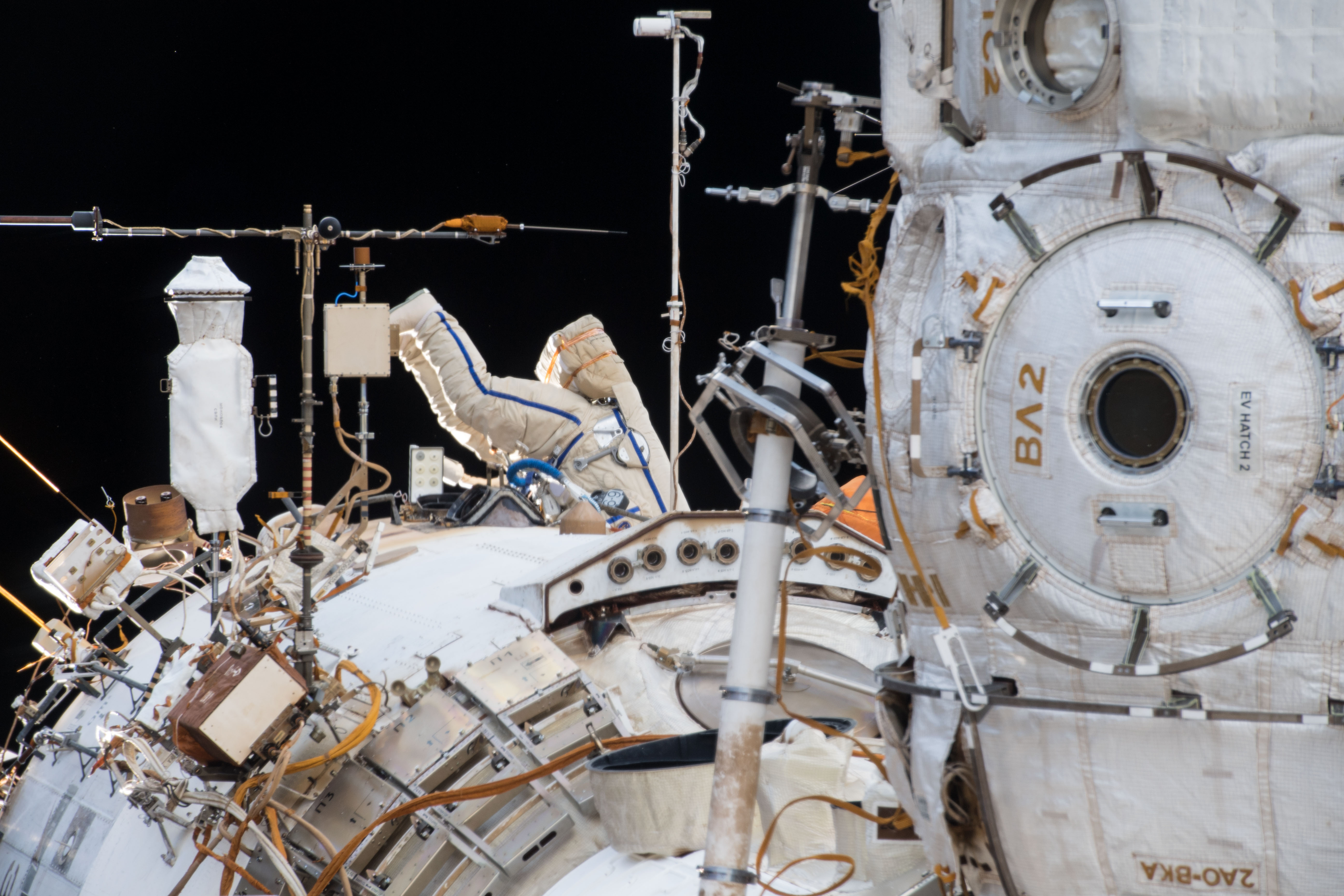
Cosmonauta trabalha no exterior do módulo Zvezda.